# Penicillus
Genre
Penicillus est un genre d'algues vertes de la famille des Udoteaceae.

## Liste d'espèces
Selon ITIS:
- Penicillus capitatus J. B. De Lamarck, 1813
- Penicillus pyriformis